# Neptis eltringhami
Neptis eltringhami är en fjärilsart som beskrevs av James John Joicey och Talbot 1926. Neptis eltringhami ingår i släktet Neptis och familjen praktfjärilar. Inga underarter finns listade i Catalogue of Life.